# ミツワモデル
ミツワモデルは、かつて存在した日本のプラモデル製造メーカーである。

## 概要
船外機を備えたモーターボート、蝋燭で走るポンポン船、BB弾を発射するリモコン戦車のようにモーター等で動く模型が主体での製品構成で厳密なスケールモデルは少数だった。
ラジコン潜水艦も販売していた。
組み立て式プルバックカー｢ミッドレーサー｣を販売していた。 